# Tachina rostrata
Tachina rostrata är en tvåvingeart som först beskrevs av Tothill 1924.  Tachina rostrata ingår i släktet Tachina, och familjen parasitflugor. Inga underarter finns listade i Catalogue of Life.